# Prosterier
Prosterier (finska: rovastikunta) är en del av den kyrkliga indelningen av ett stift inom den evangelisk-lutherska kyrkan i Finland. Till ett prosteri hör 2-13 församlingar.
Prosteriets betydelse har minskat sedan den kyrkliga förvaltningen annars har vuxit. En del av församlingarnas gemensamma verksamhet kan ordnas inom prosterierna.

## Kontraktsprost
Kontraktsprosten är en mellanlänk mellan domkapitlet och församlingen. Prästerna och lektorerna inom ett prosteri väljer kontraktsprost bland kyrkoherdarna. Domkapitlet utser kontraktsprost av de tre som fått flest röster. Mandatperioden är sex år. Det finska namnet översätts ofta felaktigt till länsprost i svensk text.
Prosteriet har ingen annan fastställd organisation än kontraktsprosten. En del val förrättas ändå inom prosterierna (biskops-, kyrkomötes-, och stiftsfullmäkitgevalen).
Kontraktsprosten skall:
- stöda och utveckla församlingsverksamheten
- tillsätta samarbetsgrupper för prosteriet
- övervaka församlingarnas verksamhet
- Utföra uppgifter från biskopen eller domkapitlet.

## Prosterier

### Finlands prosterier 2013
| - Åbo ärkestift - Domprosteriet - Nådendals prosteri - Pemar prosteri - Vemo prosteri - Raumo prosteri - Björneborgs prosteri - Kumo prosteri - Loima prosteri - Tyrvis prosteri - Tammerfors stift - Domprosteriet - Tavastehus prosteri - Sääksmäki prosteri - Janakkala prosteri - Hollola prosteri - Ruovesi prosteri - Tavastkyros prosteri - Tammela prosteri | - Uleåborgs stift - Domprosteriet - Limingo prosteri - Nord-östra prosteriet - Brahestads prosteri - Kalajoki prosteri - Karleby prosteri - Rovaniemi prosteri - Kemi-Torneå prosteri - Lapplands prosteri - S:t Michels stift - Domprosteriet - Nyslotts prosteri - Imatra prosteri - Villmanstrands prosteri - Kouvola prosteri - Kotka prosteri - Heinola prosteri | - Borgå stift - Domprosteriet - Helsingfors prosteri - Mellersta Nylands prosteri - Raseborgs prosteri - Åbolands prosteri - Ålands prosteri - Närpes prosteri - Korsholms prosteri - Pedersöre prosteri - Kuopio stift - Domprosteriet - Siilinjärvi prosteri - Idensalmi prosteri - Kajana prosteri - Joensuu prosteri - Rautalampi prosteri | - Lappo stift - Södra-Österbottens prosteri - Sjö-Österbottens prosteri - Kauhajoen prosteri - Storkyro prosteri - Parkanonprosteri - Jyväskylä prosteri - Norra Mellersta-Suomen prosteri - Helsingfors stift - Domprosteriet - Hoplax prosteri - Malms prosteri - Vartiokylän prosteri - Vanda prosteri - Borgå prosteri - Esbo stift - Domprosteriet - Hagalunds prosteri - Lojo prosteri - Tusby prosteri - Nurmijärvi prosteri |  |

### Finlands prosterier 1938
| - Åbo ärkestift - Domprosteriet - Virmo prosteri - Vemo prosteri - Raumo prosteri - Björneborgs prosteri - Loima prosteri - Tyrvis prosteri - Övre-Satakunda prosteri - Bjärnå prosteri - Ilmola prosteri - Lappo prosteri - Kauhava prosteri - Karleby prosteri | - Tammerfors stift - Domprosteriet - Helsingfors prosteri - Lojo prosteri - Itis prosteri - Hollola prosteri - Heinola prosteri - Jyväskylä prosteri - Saarijärvi prosteri - Ruovesi prosteri - Orivesi prosteri - Tavastehus prosteri - Tammela prosteri - Uleåborgs stift - Domprosteriet - Ijo prosteri - Brahestads prosteri - Kalajoki prosteri - Kuopio prosteri - Idensalmi prosteri - Kajana prosteri - Kemi prosteri - Lapplands prosteri | - Viborgs stift - Domprosteriet - Fredrikshamns prosteri - Villmanstrands prosteri - S:t Michels prosteri - Juva prosteri - Nyslotts prosteri - Jääskis prosteri - Äyräpää prosteri - Kexholms prosteri - Kurkijoki prosteri - Sordavala prosteri - Kides prosteri - Joensuu prosteri - Nurmes prosteri - Borgå stift - Domprosteriet - Helsingfors prosteri - Raseborgs prosteri - Åbolands prosteri - Ålands prosteri - Närpes prosteri - Korholms prosteri - Pedersöre prosteri |  |

### Finlands prosterier 1859
| - Åbo ärkestift - Domprosteriet - Virmo prosteri - Vemo prosteri - Björneborgs nedre prosteri - Björneborgs övre prosteri - Tyrvis prosteri - Tammerfors prosteri - Hattula prosteri - Tavastehus prosteri - Raseborgs östra prosteri - Raseborgs västra prosteri - Bjärnå prosteri - Vasa nedre prosteri - Vasa övre prosteri - Pedersöre prosteri - Lappo prosteri - Karleby prosteri | - Borgå stift - Domprosteriet - Nylands prosteri - Tavastlands östra prosteri - Tavastlands västra prosteri - Tavastlands övre prosteri - Vasa läns prosteri - Södra-Savon prosteri - Norra-Savon prosteri - Viborgs prosteri - Fredrikshamns prosteri - Villmanstrands prosteri - Norra-Kexholms prosteri - Södra-Kexholms prosteri - Sordavala prosteri | - Kuopio stift - Domprosteriet - Övre-Karelens prosteri - Nedre-Karelens prosteri - Brahestads prosteri - Uleåborgs prosteri - Kajana prosteri - Kemi prosteri - Lapplands prosteri |  |